# Theodor Detmers

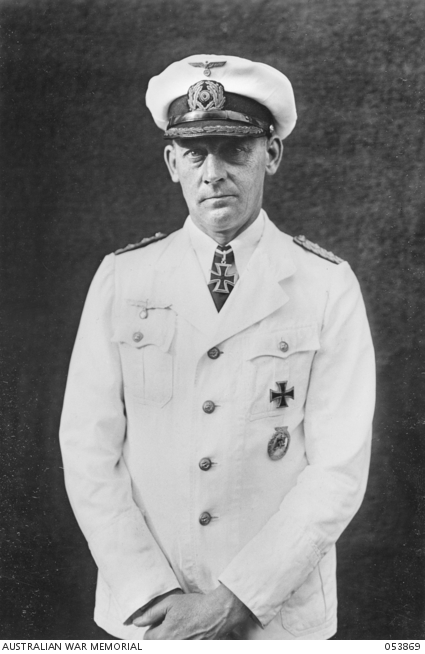
Theodor Detmers

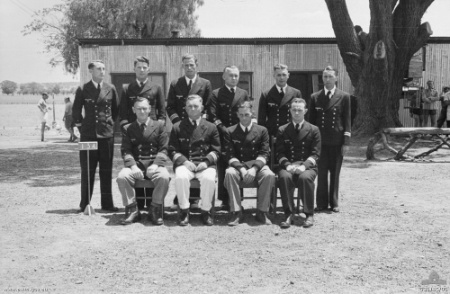
Theodor Detmers (vorne, 2. von rechts) zusammen mit den anderen Offizieren des Hilfskreuzers Komoran in australischer Kriegsgefangenschaft.

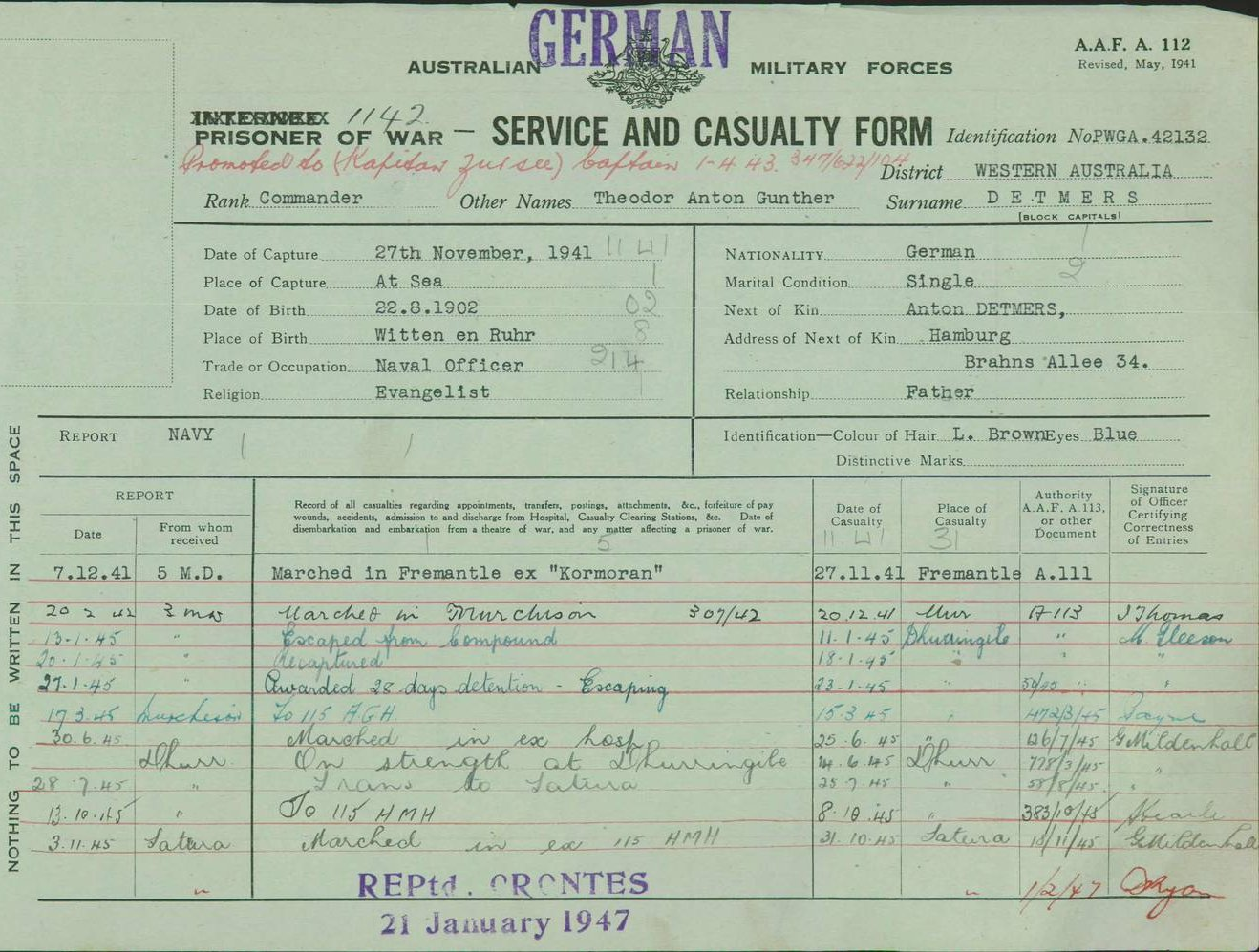
Detmers Akte in Kriegsgefangenschaft

Theodor Detmers (* 22. August 1902 in Witten; † 4. November 1976 in Hamburg) war ein deutscher Marineoffizier und Kommandant des Hilfskreuzers Kormoran.

## Leben
Theodor Detmers trat 1921 in die Reichsmarine ein und diente zunächst auf den Linienschiffen Hannover und Elsass. Anschließend wurde er auf dem Segelschulschiff Niobe ausgebildet. Eine weitere Station seiner Laufbahn war der Kleine Kreuzer Berlin. Im Oktober 1925 wurde er als Leutnant zur See auf dem Leichten Kreuzer Emden stationiert. 1926–1928 diente er auf dem Torpedoboot Albatros, ab Juli 1927 als Oberleutnant zur See. Er verbrachte zwei Jahre im Marinestab (Oktober 1930 bis Oktober 1932) und wurde dann auf dem Leichten Kreuzer Köln stationiert, mit dem er 1933 einen Flottenbesuch in Australien machte.
Von 1934 an diente er auf Torpedobooten und Zerstörern der Kriegsmarine. Er übernahm im Oktober 1938 das Kommando des Zerstörers Hermann Schoemann und nahm mit diesem Schiff am Unternehmen Weserübung, der Besetzung Dänemarks und Norwegens, teil. Im Juli 1940 wurde Detmers Kommandant des Hilfskreuzers Kormoran (Schiff 41) und führte Kaperkrieg im Indischen Ozean, in dessen Verlauf zehn Schiffe mit 56.965 BRT versenkt wurden. Ein weiteres Schiff, der Kanadische Tanker Canadolita mit 11.309 BRT, wurde als Prise aufgebracht. Am 19. November 1941 wurde bei einem Seegefecht der weitaus überlegene Leichte Kreuzer Sydney versenkt. Die Schäden am eigenen Schiff waren jedoch so groß, dass sich Detmers zur Selbstversenkung entschloss. Am 26. November fand die Centaur das Rettungsboot mit Detmers und nahm es in Schlepptau. Andere Rettungsboote fanden verschiedene Schiffe bzw. sie erreichten Australien.
Von November 1941 bis April 1947 war er Kriegsgefangener in Australien. Während seiner Gefangenschaft wurde er am 4. Dezember 1941 mit dem Ritterkreuz des Eisernen Kreuzes ausgezeichnet und am 1. April 1943 zum Kapitän zur See befördert.
Anfang 1947 wurde er mit den überlebenden Besatzungsmitgliedern seines Schiffes nach Europa gebracht und im Mai 1947 aus britischer Kriegsgefangenschaft in Munster entlassen. In Australien hatte er zusammen mit anderen Offizieren einen Ausbruch vorbereitet, der jedoch erfolglos war. Er wollte durch einen Tunnel entkommen, ein Segelschiff „organisieren“ und Indonesien ansteuern. Die letzten drei Jahrzehnte seines Lebens verbrachte er in Hamburg-Rahlstedt, wo er am 4. November 1976 starb.